# Sanjacado de Karasi
El sanjacado de Karasi (en turco: Karesi Sancağı) fue uno de los primeros sanjacados del Imperio Otomano, establecido alrededor de 1341 y disuelto después de la firma del Tratado de Lausana en 1922.
A pesar de haberse creado en 1341, el sanjacado solo existía de nombre. No ejerció gobierno en ningún territorio hasta la conquista otomana del Beylicato de Karasi en 1361. En 1893 tenía una población de 336 mil habitantes. Posteriormente, tras la república turca, estos territorios se convirtieron en las provincias de Çanakkale, Balıkesir y Bursa. 